# دانيال شيري
دانيال شيري هو سباح كندي، ولد في 2 أبريل 1946.

## روابط خارجية
- دانيال شيري على موقع الاتحاد الدولي للسباحة (الإنجليزية)
- دانيال شيري على موقع أوليمبيديا (الإنجليزية)